# 马内尔巴德尔加尔达
马内尔巴德尔加尔达（義大利語：Manerba del Garda），是意大利布雷西亚省的一个市镇。总面积28平方公里，人口4921人，人口密度175.8人/平方公里（2009年）。国家统计（ISTAT）代码为017102。